# Whyteleafe
Whyteleafe est un village anglais du district de Tandridge dans le Surrey.